# Masarikov trg
Le Masarikov trg (en serbe cyrillique : Масариков трг) est une place située à Belgrade, la capitale de la Serbie, dans la municipalité urbaine de Zemun.
La place est ainsi nommée en hommage à Tomáš Masaryk (1850-1937), qui fut le premier président de la République tchécoslovaque.

## Emplacement
Le Masarikov trg est délimité par la rue Gospodska au nord, le Magistratski trg à l'ouest, la rue Mornarska au sud et le Kej oslobođenja, le « Quai de la Libération », près du Danube, à l'est.

## Culture
Le Teatar Gardoš, le « théâtre de Gardoš », se trouve au n° 10 de la place ; chaque année, il organise un festival appelé l'Été de Gardoš (Leto na Gardošu), qui propose chaque année, en juillet et en août, une série de représentations théâtrales en plein air. L'association culturelle Branko Radičević est située aux n° 10-13.

## Économie
La société Gradina, créée en 1990, a son siège se trouve au 9 ; elle travaille dans le secteur de la construction.
Le marché de Zemun (Pijaca Zemun) se trouve au n° 17.